# Wen Boren

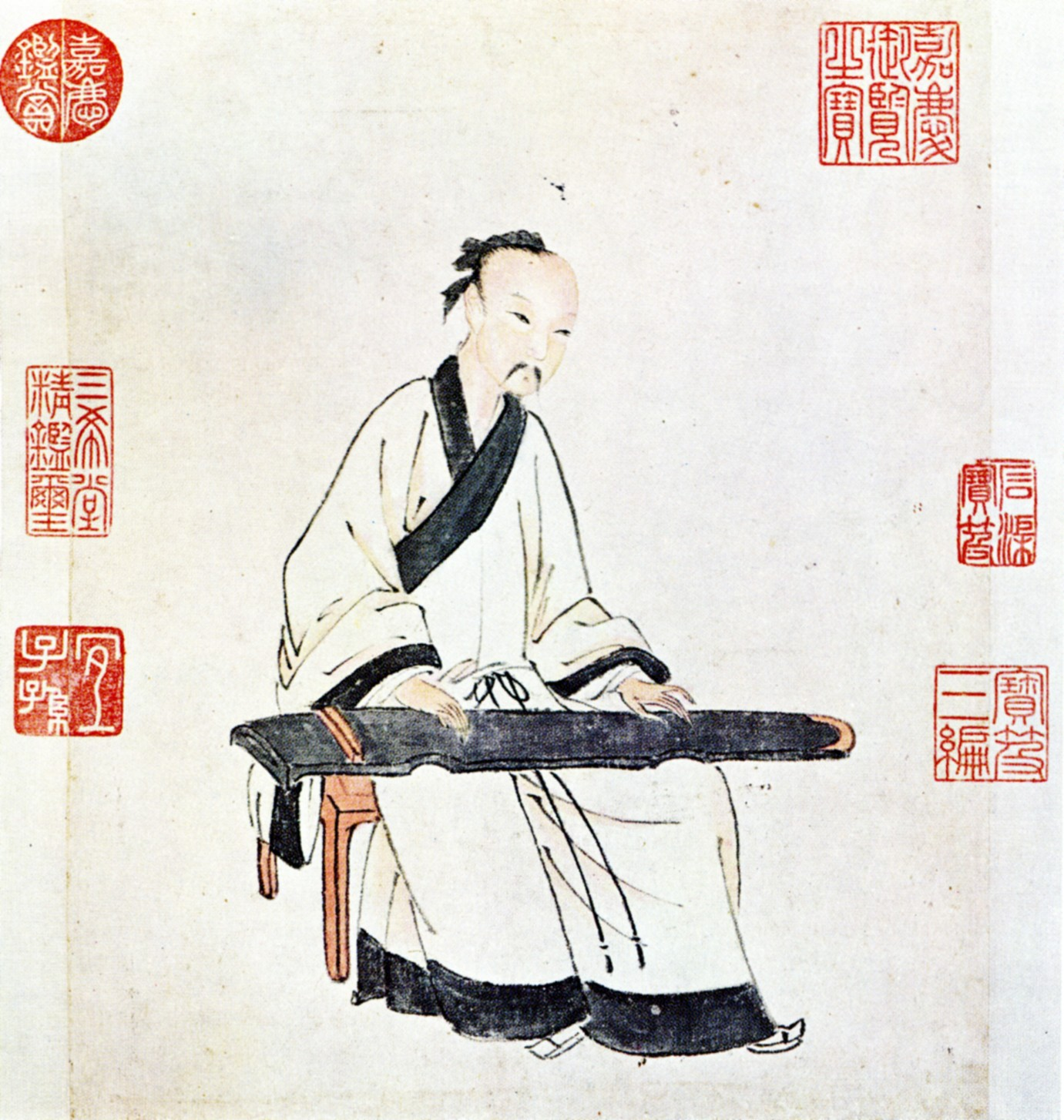
Retrato de Yang Jijing tocando el laúd

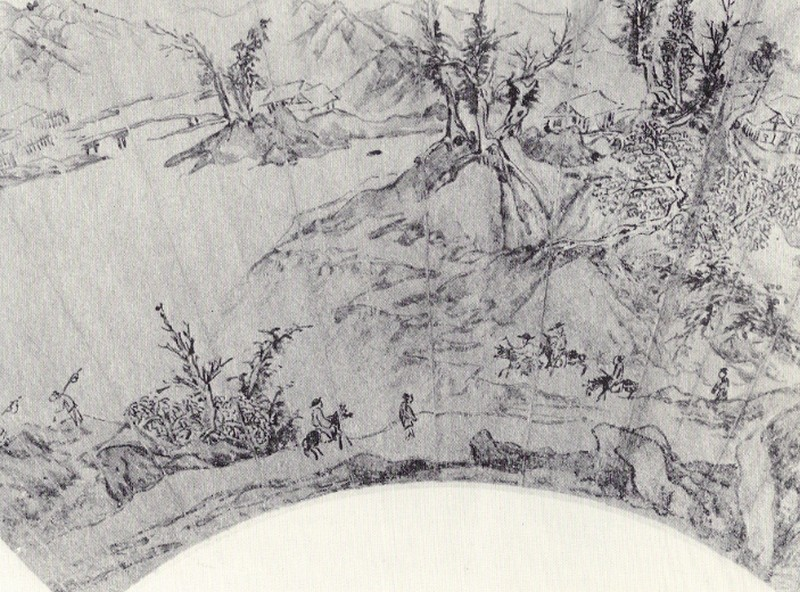
Paisaje (fragmento)

Wen Boren (chino:文伯仁; pinyin: Wen Boren), también como De Cheng, Wu Feng y Bao Sheng, fue un pintor y calígrafo que vivió bajo la dinastía Ming. Nació en Changzhou, actualmente Wuxian, provincia de Jiangsu en 1502 y murió en 1575 (?). También se ha indicado como lugar de nacimiento Suzhou. Por su familia estaba inmerso en un ambiente de letrados. Era sobrino de Wen Zhengming, y primo de Wen Jia. Residió en Pekín, Nankín y Songjiang.

## Obra
Su tío le inició en el mundo de la pintura. Wen fue notable como paisajista y pintor de personajes. Se inspiró en el estilo de Zhao Mengfu y Wang Meng. Más que por su originalidad, destacó por su composición y técnica. Entre sus obras destacan: Taoísta encendiendo incienso, La Montaña de los Inmortales Vista de montaña en otoño y, sobre todo, Las cuatro estaciones. 
Hay pinturas de Wen Boren en el Art Institute of Chicago, en el Museo de Arte de Cleveland, en el Metropolitan Museum of Art de Nueva York, en el Museo del Palacio de Pekín, en el Museo Nacional del Palacio de Taipéi, en el Museo Nacional de Tokio, en el Museo de Shanghái y el Museo Nacional de Estocolmo.